# Venă intercostală superioară
Venele intercostale superioare sunt două vene care drenează spațiile intercostale al 2-lea, al 3-lea și al 4-lea, câte o venă pentru fiecare parte a corpului costal. 

## Venă intercostală dreaptă superioară
Vena intercostală superioară dreaptă drenează venele intercostale a 2-a, a 3-a și a 4-a posterioară pe partea dreaptă a corpului. Acesta curge în vena azygos . 

## Vena intercostală superioară stângă
Vena intercostală superioară stângă drenează venele intercostale 2-a și a 3-a posterioară pe partea stângă a corpului costal. Se varsă în vena azygos sau în vena brachiocefalică stângă. Poate comunica, de asemenea, cu vena hemiazygos accesorie. 
Pe măsură ce trece posterior deasupra arcului aortic, traversează profund către nervul frenic și vasele pericardiacofrenice și apoi, superficial, spre nervul vag. 